# 坦塔倫城堡

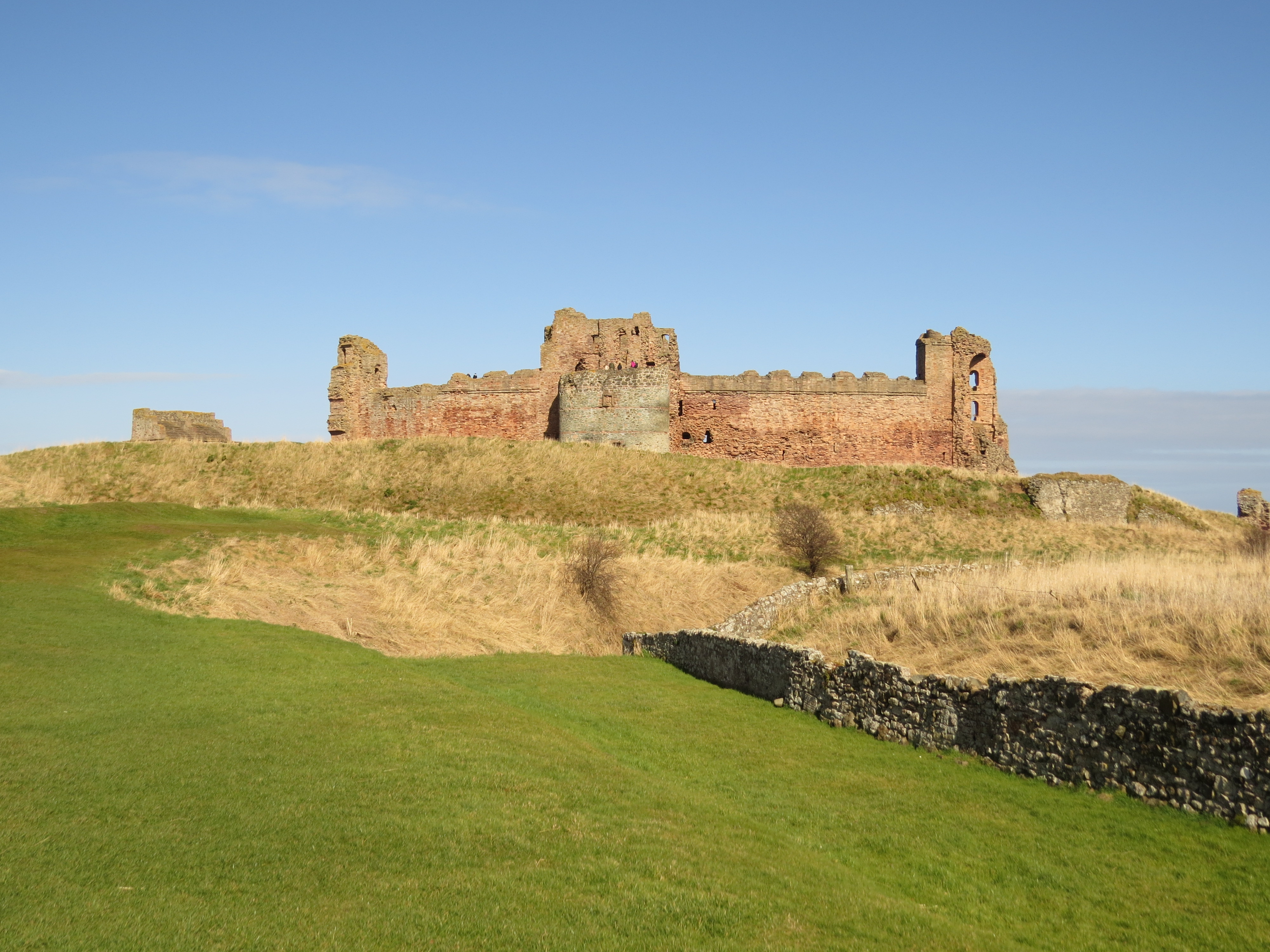
坦塔倫城堡

坦塔倫城堡（Tantallon Castle）是英國蘇格蘭的中世紀城堡遺跡，修建於14世紀中期 。坦塔倫城堡位於東洛錫安北伯立克，俯瞰福斯灣。坦塔倫城堡在1528年和1639年兩次受到戰爭的嚴重破壞。現在坦塔倫城堡是蘇格蘭歷史古蹟並得到保護，也是一個觀光景點。

## 外部連結
- profile（页面存档备份，存于） on Historic Environment Scotland
- Images of the castle, including plans and aerial photographs（页面存档备份，存于） from CANMORE database
- Reconstruction image of Tantallon Castle by Andrew Spratt（页面存档备份，存于）